# Hans Kok (filmmaker)
Hans Kok (Den Haag, 12 oktober 1968) is een Nederlandse filmmaker. Hij woont sinds 1989 in Amsterdam.
Kok maakte op zesjarige leeftijd zijn eerste 8mm-animaties met de camera van zijn vader en Playmobil-postkoetsen.
Na zijn studie film- en tv-wetenschap werkt hij sinds 1995 als zelfstandig filmmaker. Op zijn naam staan onder meer producties voor schoolTV, van "huisje boompje beestje" tot aan "economie voor het vmbo".
Verder is hij vooral bekend geworden door zijn videoclips voor Spinvis, visuals voor de tours van Spinvis, theater en poppodia en visuals voor De Parade met Simon Vinkenoog en Spinvis.
Hij maakte ook, onder meer in Bristol, Barcelona en Biarritz, zo'n honderd kleine fictiefilmpjes voor Noordhoff Uitgevers.
Samen met Spinvis maakte hij de korte film "Lupo Thomas" en het vervolg "De weerman".